# South Bethany
South Bethany – miasto w Stanach Zjednoczonych, w stanie Delaware, w hrabstwie Sussex.